# 中村うさぎ
中村うさぎ（なかむら うさぎ、1958年〈昭和33年〉2月27日 - ）は、日本の小説家、エッセイスト。本名は中村典子（なかむら のりこ）。

## 来歴
1958年（昭和33年）2月27日、福岡県門司市（現在の福岡市北九州市門司区）に生まれる。その後、商社マンの父の転勤で東京都、神奈川県横浜市神奈川区、大阪府茨木市と移り住む。捜真女学校中学部・高等学部、同志社大学文学部英文学科を卒業。就職後、住友グループの繊維会社で営業をしていたが1年半で退社。その後コピーライターやゲーム雑誌ライターとして活動。特に『コンプティーク』（角川書店）誌上では「イボンヌ木村」名義でゲームレビューなどを担当し人気を博したほか、「イボンヌ」を「イヌボン」と書き間違えてハガキを送ってきた読者がきっかけで「犬梵」なるキャラクター（創作者は榊涼介）まで生まれた。なお、「犬梵」は当時のPC用シミュレーションゲーム『戦国秋葉原信長伝』（メディアワークス）にも登場する人気キャラとなっている。
1991年にライトノベル作家としてデビューし、角川スニーカー文庫の『ゴクドーくん漫遊記』で人気を博す。その後、ライトノベルを中心に作品を発表していたが、自らの浪費家ぶり（ブランド品の買い物、ホストクラブ通いなど）を赤裸々に書いたエッセイ『ビンボー日記』、『ショッピングの女王』がヒットした。現在では、主にエッセイストとして活動している。
2002年に顔を計12箇所整形し、話題を集めた。その後、2003年に豊胸手術をし、豊胸前・豊胸後のトップレス写真を女性週刊誌のグラビアで公表した。さらに2005年8月に「自分の女としての価値を確かめる」ため、デリヘル嬢として風俗店で勤務した。こうした体験実録は『新潮45』に掲載され、『週刊新潮』で記事にして宣伝していた。
2011年6月には『週刊現代』7月9日号の「宗教法人さん、税金払ってよ！」で「宗教団体に課税して、東日本大震災の復興財源に充当せよ」と発言している。この発言に対し、宗教団体の『幸福の科学』は「宗教団体が非課税の理由」について、中村と対談を行っている。
2011年に美保純とともに、HKB48（閉経Bフォーティーエイト）を結成し、デモ楽曲を作成し番組で公開するところまで至るも、資金が集まらず、早々にプロジェクト終了となった。
2013年、『狂人失格』のモデルの女性から名誉棄損で訴えられ、5月30日、大阪地方裁判所堺支部により中村と刊行元の太田出版に対し100万円を支払うよう命じる判決が下された。
2013年8月に原因不明の手の震え、嘔吐などから入院。同年9月15日に心肺停止となり大学病院の集中治療室において治療を受け、9月18日に意識を回復した。スティッフパーソン症候群と診断され、これは100万人に1人という難病であったが回復し、後にTOKYO-MXの『5時に夢中』にも復帰を果たした。退院後にテレビ出演したときには以前に比較して、顔にむくみ（浮腫）らしきものがあったため多くのユーザーサイトで話題になったが、中村自身はこの件については触れていない。
2015年1月、TOKYO-MXの水曜日の『5時に夢中!』に美保純と共にレギュラー主演していたが、美保とのトラブルが報じられ出演しなくなった。発端は中村が『5時に夢中!』のディレクターに対し、美保のことを「ポルノ女優のくせに」と言ったと報じられているが、中村はのちに「私、『ポルノ女優のくせに』なんて絶対に言ってない！」と真っ向から否定している。。「2度とあの番組には出ない」と1月末に自身のブログに書いたあと『5時に夢中!』の生放送の番組内でビデオ出演し「私はテレビに出るのは向かないかも」と言って謝罪し、番組を正式に降板した。但し「また出るかも知れない」という含みのある言葉は残していた。美保の事務所、本人は一切この件について語ることはなかった。

## 人物
- 自己愛性パーソナリティ障害を自認している[10]。
- 漫画家の倉田真由美と親しく、いくつもの共著を出しており、その愛称「くらたま」とあわせて「うさたま」と称される。『5時に夢中!』では美保純との掛け合いの絶妙さから「うさじゅん」コンビと呼ばれていたこともあった。
- 「本名が平凡な名前だから、子供相手のファンタジー小説を書いてるから、子供が覚えやすい名前にしろと言われて、担当編集者がうさぎを飼ってて毎日うさぎの話ばっかりしてるから、じゃあ、うさぎでいいか」と「中村うさぎ」となった。
- 2013年7月15日の朝日新聞で、東日本大震災以降の日本が右傾化していると考えそれを問題視しており、「こんな流れが続くんだったら、税金払うの嫌だし、出て行くわ。夫が香港の人だから香港でも行こうかな」などと発言している[11]。

## 作品リスト

### ゴクドーくん漫遊記シリーズ
- ゴクドーくん漫遊記 全13巻（角川スニーカー文庫）1991-99

（11巻まで「極道くん」）
- 外伝（電撃文庫）メディアワークス
  - 聖マリア修道院の怪談 電撃文庫 1993
  - アーサガ王妃と電卓の騎士たち
  - 俺たちは天使じゃねぇ
  - 王子と叔父貴とおかしなヤツら
  - 渚のオテンバ人魚
  - 眠れる森の美女と野獣
  - 幽霊城でつかまえて!
  - 燃えよギョーザ3兄妹
  - パルミットの笛吹き
  - 地獄に堕ちた亡者ども

### JAJA姫武遊伝シリーズ
- 悪魔が来たりてホラを吹く
- 平安京鬼の乱
- オエド妖怪捕物控

### 宇宙海賊ギル&ルーナ（富士見ファンタジア文庫）
- 宇宙海賊ギル&ルーナ全4巻
  - 物騒な女神たち
  - 獣の顔を持つ天使
  - さまよえるエロス 前・中編

### シリーズ外
- 家族狂 角川書店、1997
- ア・リトル・ドラゴン 1-4
- 僕らは霊能探偵団! 1-2（イラスト：はるえるぽん）
- 愛と資本主義
- 犬女
- 九頭龍神社殺人事件
- イノセント
- 月 9（げつく）

## 漫画原作
- 『ア・リトル・ドラゴン』作画：上田宏「電撃コミックガオ!」連載,メディアワークス刊,全5巻
- 『ゴクドーくん漫遊記』作画：桐嶋たける「コミック電撃大王」連載,メディアワークス刊,全3巻
- 『JAJA姫武遊伝』作画：衣谷遊「電撃コミックガオ!」連載,メディアワークス刊,全3巻
- 『ショッピングの女王』作画：森島明子「まんがライフ」連載,竹書房刊,全2巻

## エッセイ
- ビンボー日記シリーズ
  - 『女殺借金地獄―中村うさぎのビンボー日記』角川書店、1997 のち「だって、欲しいんだもん!―借金女王のビンボー日記」と改題、文庫
  - 『だって、買っちゃったんだもん!―借金女王のビンボー日記〈2〉』角川書店、2000のち文庫
  - 『こんな私でよかったら…―借金女王のビンボー日記〈3〉』角川書店、2000 のち文庫
- 『パリのトイレでシルブプレ〜〜!―中村うさぎの書き殴り劇場』メディアワークス、1999 のち角川文庫
- ショッピングの女王シリーズ
  - 『ショッピングの女王』文藝春秋、1999 のち文庫
  - 『浪費バカ一代―ショッピングの女王〈2〉』文藝春秋、2000 のち文庫
  - 『崖っぷちだよ、人生は!―ショッピングの女王〈3〉』文藝春秋、2001 のち文庫
  - 『愛か、美貌か―ショッピングの女王〈4〉』文藝春秋、2002 のち文庫
  - 『ショッピングの女王 FINAL 最後の聖戦!』文藝春秋、2004 のち文庫
- 『うさぎの行きあたりばったり人生』マガジンハウス、2000 のち角川文庫
- 『屁タレどもよ!』フィールドワイ、2001 のち文春文庫
- 『ダメな女と呼んでくれ』角川書店、2001 のち文庫
- 『人生張ってます―無頼な女たちと語る』小学館文庫、2001
- 『変?―ビョーキな人々探訪記』扶桑社、2002 のち角川文庫
- 『オヤジどもよ!』フィールドワイ、2002 のち文春文庫
- 『さびしいまる、くるしいまる。』角川書店、2002 のち文庫
- 『私、Hがヘタなんです!』河出書房新社、2003
- 『美人になりたい―うさぎ的整形日記』小学館、2003
- 『壊れたおねえさんは、好きですか?』フィールドワイ、2003 のち文春文庫
- 『穴があったら、落っこちたい!』角川文庫、2003
- 『悩み相談で解き明かす「人生って何?」 生きる』マガジンハウス、2004
- 『欲望の仕掛け人』日経BP社、2004
- 『中村家の食卓』フィールドワイ、2004
- 『花も実もない人生だけど』角川書店、2004 のち文庫
- 『生きる』マガジンハウス、2004 「悩んでなんぼ!生きたオンナの作り方」ゴマ文庫
- 『美人とは何か? 美意識過剰スパイラル』文芸社 2005　のち集英社文庫
- 『愚者の道』角川書店 2005 のち文庫
- 『さすらいの女王』文藝春秋 2005 のち文庫
- 『女という病』新潮社、2005 のち文庫
- 『私という病』新潮社、2006 のち文庫
- 『芸のためなら亭主も泣かす』文藝春秋 2006 のち文庫
- 『プロポーズはいらない』中央公論新社 2007　のち文庫
- 『地獄めぐりのバスは往く』文春文庫 2007
- 『鏡の告白』講談社 2007
- 『セックス放浪記』新潮社、2007　のち文庫
- 『うさぎが鬼に会いにいく』アスキー、2007
- 『女はかくもままならぬ』角川書店 2008
- 『ババア・ウォーズ新たなる美貌』文春文庫 2009
- 『こんな私が大嫌い!』よりみちパン!セ　理論社 2009　のちイーストプレス
- 『「イタい女」の作られ方 自意識過剰の姥皮地獄』集英社文庫 2009
- 『狂人失格』太田出版 2010
- 『閉経の逆襲　ババア・ウォーズ 2』文春文庫　2010
- 『愛という病』新潮文庫（オリジナル）2010
- 『税務署の復讐 ババア・ウォーズ 3』文春文庫　2011
- 『月9 呪われた女たち』小学館文庫、2011
- 『死からの生還』文藝春秋 2014
- 『他者という病』新潮社 2015
- 『あとは死ぬだけ』太田出版、2016年

### 共著・対談
- 『税金を払う人使う人　加藤寛・中村うさぎの激辛問答』日経BP社 2001
- 『うさぎとくらたまのホストクラブなび』（倉田真由美共著）角川書店、2002 のち文庫
- 『最後のY談』岩井志麻子、森奈津子 二見書房、2003
- 『うさたまの暗夜行路対談』（倉田真由美）講談社、2004 「うさたまのいい女になるっ」文庫
- 『うさたま恋のER緊急救命室』（倉田真由美共著）宝島社、2004
- 『うさたま見聞録』倉田真由美 角川書店 2004
- 『中村うさぎの四字熟誤』松田洋子 講談社文庫 2004
- 『自分の顔が許せない!』石井政之対談 平凡社新書 2004
- 『女神の欲望』岩井志麻子、乙葉共著、テレビ東京『女神の欲望』編 メディアファクトリー 2004
- 『うさたまの霊長類オンナ科図鑑』倉田真由美 角川書店, 2005
- 『うさぎ・邦正の人生バラ色相談所 苦悩の泥沼にハマッてしまった人へ』山崎邦正 大和書房 2005
- 『うさたまのオバ化注意報』倉田真由美 小学館 2005
- 『結婚はオートクチュール』フィールドワイ、2005（テレビ番組「今夜は恋人気分」の書籍版）
- 『幸福論』小倉千加子対談 岩波書店 2006
- 『マッド高梨の美容整形講座』高梨真教 マガジンハウス 2006
- 『彼らの地獄我らの砂漠 事件巡礼』朝倉喬司 メディアックス 2006
- 『うさぎとマツコの往復書簡』マツコ・デラックス　毎日新聞社 2010　サンデー毎日リレーコラムの書籍化
  - 『全身ジレンマ』双葉文庫
- 『愚の骨頂　続うさぎとマツコの往復書簡』毎日新聞社　2011　「自虐ドキュメント」双葉文庫
- 『聖書を語る－宗教は震災後の日本を救えるか』佐藤優 文藝春秋 2011　のち文庫
- 『騙されない生き方 本当の幸せをつかむ方法』苫米地英人 日本文芸社　2011
- 『喧嘩上等　うさぎとマツコの往復書簡 3』毎日新聞社　2012
- 『わたしのままでママをやる』よしもとばなな,内田春菊,倉田真由美,斎藤学共著　WAVE出版　2012
- 『脳はこんなに悩ましい』池谷裕二　新潮社、2012　新潮文庫、2015
- 『女子漂流 うさぎとしをんのないしょのはなし』三浦しをん共著 毎日新聞社 2013　文春文庫、2019
- 『聖書を読む』佐藤優共著 文藝春秋 2013 文春文庫、2016年
- 『同行二人 うさぎとマツコの往復書簡 4』毎日新聞社 2014
- 『死を笑う うさぎとまさると生と死と』佐藤優共著 毎日新聞社 2015
- 『信じる者はダマされる うさぎとマツコの人生相談』マツコ・デラックス共著, 毎日新聞出版, 2016.11
- 『ぼくは、かいぶつになりたくないのに』絵／こうき、文／中村うさぎ（日本評論社、2018）
- 『脳はみんな病んでいる』池谷裕二　新潮社、2019
- 『幸福幻想 うさぎとマツコの人生相談』マツコ・デラックス共著. 毎日新聞出版, 2022.2

## テレビ出演
- 今夜は恋人気分 〜とっておき夫婦物語〜（ホステス）
- スタジオパークからこんにちは（NHK 2004年4月19日）
- おしゃれカンケイ（日本テレビ 2004年9月5日）
- ニュースにだまされるな（朝日ニュースター 2007年4月より）
- ボクらの時代（フジテレビ 2007年11月18日）
- 5時に夢中!（TOKYO MX 2008年1月30日 - 2015年2月11日）
- Goroプレゼンツ マイ・フェア・レディ（TBS 2009年5月27日）

## 映画
- UTAKATA ウタカタ　-～女王・中村うさぎ「愛のショック療法」～（2005年1月8日 アップリンク）出演：中村うさぎ、岩井志麻子、倉田真由美、中瀬ゆかり　監督：中村文

## 舞台
- ASTERISK〜Goodbye, Snow White〜（2016年） - 書き下ろし原作とテーマソングの作詞を務める。

## WEB連載
- 中村うさぎのアダルトクエスト（第1回：2013年6月29日 - 第6回：2013年12月19日、サイゾーpremium）[12][13][14][15][16][17]